# The Messenger (film, 1918)
Pour les articles homonymes, voir Messenger.
Pour plus de détails, voir Fiche technique et Distribution.
The Messenger est un film muet américain réalisé par Arvid E. Gillstrom et sorti en 1918.

## Fiche technique
- Titre : The Messenger
- Réalisation : Arvid E. Gillstrom
- Scénario :
- Photographie :
- Montage :
- Producteur : Louis Burstein
- Société de production : King Bee Studios
- Pays d'origine :  États-Unis
- Langue : intertitres en anglais
- Format : Noir et blanc — 35 mm — 1,33:1 — Son : Muet
- Genre : Comédie
- Durée : 20 minutes
- Dates de sortie :
  - États-Unis : 1er avril 1918

## Distribution
- Billy West : Billy, le messager
- Oliver Hardy :
- Ethel Marie Burton :
- Leatrice Joy :
- Leo White :
- Joe Bordeaux :